# Anton Breitinger
Anton Breitinger (* 19. Juni 1898; † 17. September 1942 in Frankfurt-Preungesheim) war ein deutscher Widerstandskämpfer gegen den Nationalsozialismus.

## Leben
Anton Breitinger arbeitete als Lackierer. Bis 1933 war er Mitglied der Kommunistischen Partei Deutschlands, in der er Funktionärsaufgaben als Unterkassierer im Bezirk Bornheimer sowie als Mitglied der Bezirksbeschwerdekommission übernahm. Um 1928 heiratete er Franziska Rötzer, mit der er zwei Kinder hatte.
Nach dem Machtantritt der Nationalsozialisten im Frühjahr 1933 betätigte er sich eineinhalb Jahre lang in der illegalen Untergrundbewegung, die die Kommunisten nach dem Verbot ihrer Partei im März 1933 etablierten. Mitte 1934 zog er sich zunächst aus der damals bereits illegalen Parteiarbeit zurück, nachdem erste Verhaftungen erfolgt waren.
1939 begann Breitinger, sich erneut illegal gegen den NS-Staat zu betätigen: So warb er unter seinen Arbeitskollegen für die kommunistische Sache und schloss Betriebszellen in verschiedenen Firmen – u. a. Teves, dem Flugzeughersteller Max Gerner und dem Bahnpostamt 19 – zu einem Netzwerk zusammen. Die Verbindungen seiner Organisationen reichten über Frankfurt am Main hinaus, unter anderem nach Wiesbaden, ins Saargebiet und nach Wetzlar.

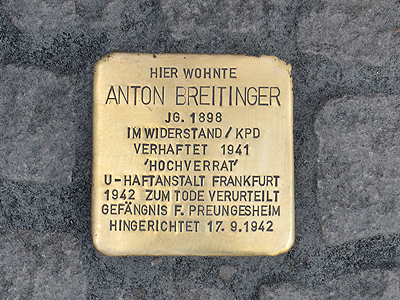
Stolperstein für Anton Breitinger in Frankfurt-Bornheim

Während des Zweiten Weltkriegs organisierten Breitinger und seine Gesinnungsfreunde mehrere Aktionen gegen den NS-Staat, so eine Arbeitsniederlegung 1941 bei Teves, das Verteilen von Flugblättern, die z. T. von Radio Moskau stammten, sowie Schulungen, die unter anderem von Adam Leis abgehalten wurden. Bei einem Treffen im Jahr 1941 beschlossen Breitinger und Leis, fortan zusammen im Untergrund zu arbeiten. Ein eingeschleuster Spitzel verriet die Gruppe an die Geheimpolizei, so dass sie im Sommer 1941 zerschlagen wurde: Acht Mitglieder wurden verhaftet.
Breitinger wurde zusammen mit Edmund Germann, Wilhelm Hugo, Julius Nees, Wilhelm Klöppinger, Leis und Otto Häuslein vor dem Volksgerichtshof wegen Vorbereitung zum Hochverrat angeklagt. Der ebenfalls verhaftete Drucker Ochs hatte sich vor dem Prozess in der Haft das Leben genommen. In der Sitzung vom 25. Juni 1942 wurden sie für schuldig befunden und zum Tode verurteilt. Die Hinrichtungen wurden am 25. September desselben Jahres mit dem Fallbeil im Strafgefängnis Frankfurt-Preungesheim vollstreckt. Die sterblichen Überreste der Männer wurden dem Anatomischen Institut in Gießen übergeben.
Seit Juni 2013 erinnert vor dem Haus Neebstraße 3, Breitingers letztem Wohnsitz vor seiner Verhaftung, ein Stolperstein an sein Schicksal.